# Ganyi (köpinghuvudort i Kina, Hubei Sheng, lat 30,54, long 113,38)
Ganyi (kinesiska: 干驿, 干驿镇) är en köpinghuvudort i Kina. Den ligger i provinsen Hubei, i den centrala delen av landet, omkring 86 kilometer väster om provinshuvudstaden Wuhan. Antalet invånare är 46 601. Befolkningen består av 21 526 kvinnor och 25 075 män. Barn under 15 år utgör 13,0 %, vuxna 15-64 år 75 %, och äldre över 65 år 11,0 %.
Runt Ganyi är det tätbefolkat, med 613 invånare per kvadratkilometer. Närmaste större samhälle är Ganhe, 18,9 km söder om Ganyi. Trakten runt Ganyi består till största delen av jordbruksmark.
Genomsnittlig årsnederbörd är 1 462 millimeter. Den regnigaste månaden är maj, med i genomsnitt 197 mm nederbörd, och den torraste är december, med 25 mm nederbörd.